# Betws Gwerfil Goch
Pour les articles homonymes, voir Betws.
Betws Gwerfil Goch (en anglais) ou Betws Gwerful Goch (en gallois) est un village et une communauté du Denbighshire, au pays de Galles.
Il est situé dans le sud-ouest du comté, à 7 km au nord-ouest de la ville de Corwen.

## Démographie
Au recensement de 2011, la communauté de Betws Gwerfil Goch comptait 351 habitants.